# Obritzberg
Obritzberg ist eine Ortschaft und eine Katastralgemeinde der Marktgemeinde Obritzberg-Rust im Bezirk Sankt Pölten-Land in Niederösterreich. Die Ortschaft hat 302 Einwohner (Stand 1. Jänner 2024).

## Geografie
Der Ort auf halber Strecke zwischen St. Pölten und Krems befindet sich auf einem Höhenzug über dem Noppenbach in einer nach Norden exponierten Lage.

## Geschichte
König Arnolf belehnte im Jahr 888 seinen Ministerialen Heimo, der in Grunzwiti (heute Grünz, nordwestlich von Obritzberg) einen Wehrbau errichtete. Diese Burg wurde namensgebend für den Grunzwitigau, in dem das Salzburger Hochstift reichen Grundbesitz hatte und später auch das Hochstift Passau. Diese Burg ging in Kuenring'schen Besitz (1100–1297) über.
Der Ortsname von Obritzberg dürfte auf den bairischen Personennamen Abreht bzw. Otbreht zurückzuführen sein, eine alte Form von Adalbert. Dieser Ort wurde erstmals 1151 urkundlich in einer Bestätigung der Güter des Erlaklosters als Otbrechtesperge erwähnt. Die dem St. Laurentius geweihte Kirche wurde in der Mitte des 12. Jahrhunderts von der Mutterpfarre Mautern aus gegründet und unter den Kuenringern zur Pfarrkirche erhoben. Der gesamte Komplex aus Kirche und Pfarrhof war von einer Ringmauer umgeben.
Beim Bau eines Brunnens für Pfarrhof stieß man im Jahr 1791 auf Steinkohle, deren Abbau aber bald wieder eingestellt wurde. Von wirtschaftlicher Bedeutung war der Abbau von Quarzsand, der etwa in der k. k. priv. Spiegelfabrik in Viehofen Verwendung fand. 1850 entstand die Ortsgemeinde Obritzberg, die 1883 in die Gemeinden Obritzberg und Kleinrust aufgetrennt wurde. Bereits 1873 baute man eine Wasserleitung. 1900 wurde das Post- und Telegraphenamt errichtet, 1922 das elektrische Licht eingeleitet.
Laut Adressbuch von Österreich waren im Jahr 1938 in der Ortsgemeinde Obritzberg ein Arzt, ein Tierarzt, ein Bäcker, ein Gastwirt samt Fleischerei, zwei Gemischtwarenhändler, eine Hebamme, eine Milchgenossenschaft, ein Schlosser, ein Schmied, zwei Schneider, ein Schuster und eine Sparkasse ansässig.
1967 wurden die Gemeinden Obritzberg und Kleinrust wieder vereint und 1971 die Gemeinde Hain hinzugefügt.